# Ravioli dolci

Cassatelle di ricotta siciliane, riconosciute PAT

In molte regioni italiane con il termine ravioli, oltre alla classica pasta ripiena usata come primo piatto, si indicano anche prodotti dolci confezionati con le stesse modalità di una pasta alimentare ripiena.
I ripieni sono spesso di ricotta, marmellata o purè di frutta. La frittura è la tecnica di cottura finale più usata, ma non mancano la lessatura o il passaggio in forno.

## Le ricette
In Lombardia in occasione della tradizionale festa di S. Apollonia martire, protettrice dei dentisti, il 9 febbraio a Viganò si confezionano i ravioli dolci, ripieni di amaretti, cacao, cedro, biscotti e latte, fritti e spolverati con zucchero a velo vanigliato. 
A Bologna il sostantivo si declina al femminile: le raviole bolognesi sono dolcetti fatti con un impasto simile alla pasta frolla e ripieni di mostarda bolognese, confettura tipica preparata con diversi tipi di frutta.
In Romagna sono tradizionali i tortelli di castagne o capaltàz e i sabadoni, con ripieni a base di mostarda e castagne bollite, con eventuali aggiunte di canditi e cioccolato. 
In Abruzzo, nella provincia di Teramo, accanto alla classica versione salata c'è una variante di ravioli dolci, con ripieno di ricotta di mucca o di pecora insaporita con zucchero e cannella o maggiorana. Possono essere conditi con sugo di pomodoro o con burro e salvia, a volte arricchito da zucchero. 
Nel Cicolano per i ravioli con crema di castagne si usa farcire una sfoglia di farina, vino e olio di oliva con una purea di castagne arrostite, sbucciate, bollite, schiacciate e ripassate in casseruola con zucchero, liquore e cioccolato fondente; per i ravioli di patate si una invece una sfoglia di farina, uova, olio di oliva, latte, sale e lievito con ripieno di patate lesse schiacciate, pecorino, uova, uva sultanina rinvenuta nel vino. I primi vengono fritti e cosparsi di zucchero; i secondi, spennellati con uovo battuto, sono cotti al forno. Questa preparazione, con qualche variante, è diffusa anche nelle zone montuose del Cilento.

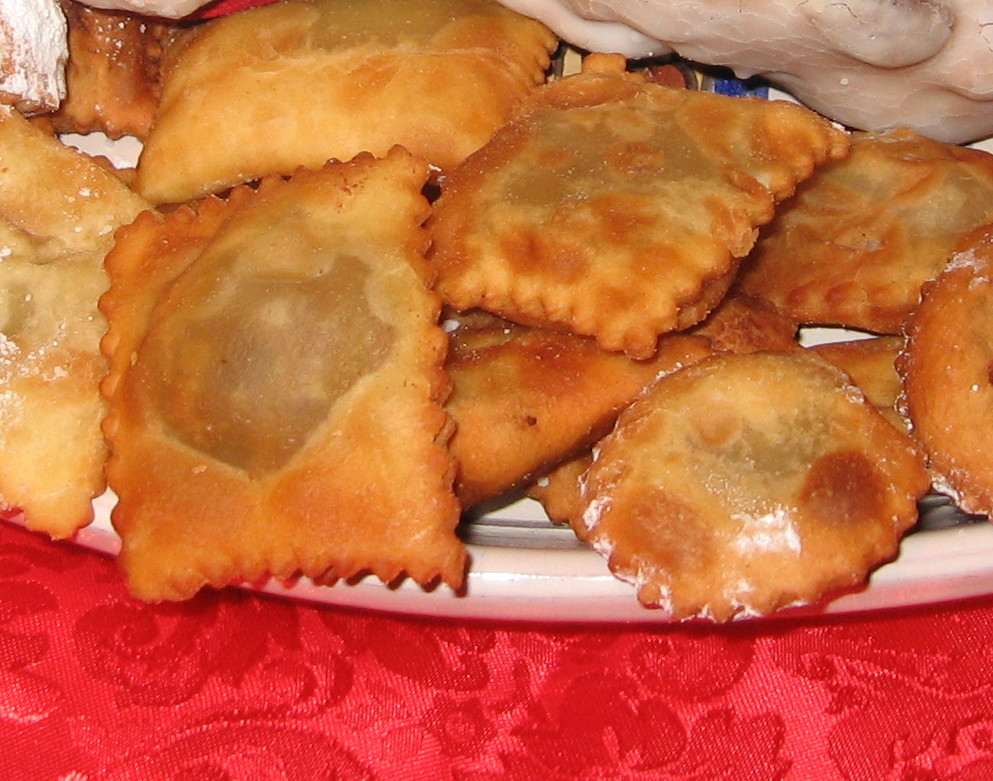
Calzoncelli lucani

In Basilicata sono diffuse diverse preparazioni di questo tipo:
- Calzoncelli, saccottini con sfoglia di farina di grano duro, uova, olio d'oliva o strutto, vino bianco (soprattutto Moscato) e ripieno di marmellata o mostarda. Fritti e glassati con vino cotto d'uva o fichi, in alcune varianti vengono cosparsi di zucchero a velo e cannella macinata per essere serviti tipicamente nelle festività natalizie. La base del ripieno può essere purea di castagne o di ceci o mista, aromatizzata con zucchero, cannella, cacao amaro, cioccolato fondente, liquore d'anice e vaniglia. A Melfi il ripieno tipico è fatto di mandorle tostate, zucchero, cannella e cioccolato fondente; la cottura avviene in forno.
- Chinuille, anch'essi tipici del periodo natalizio, sono quadrati chiusi a sacchetto di pasta di farina, tuorli, sale e pochissima acqua, ripieni di ricotta di pecora, cannella, ancora tuorli e zucchero. Una volta fritti, vengono cosparsi con miele di castagno sciolto.
- Ravioli, saccottini quadrati o rotondi con ripieno di ricotta, sale, zucchero, prezzemolo e cannella e sfoglia di farina, acqua e uova.

In Sicilia  è un dolce tipico la cassatella, una sorta di ravioloni dolci fritti, ripieni di ricotta di pecora zuccherata, con gocce di cioccolato fondente. A Caltanissetta esiste una variante fatta con la pasta sfoglia, detta raviola di ricotta nissena.
I ravioli dolci più famosi in Sardegna sono le seadas, grossi cerchi di pasta di grano duro fritti in olio d'oliva con ripieno di formaggio pecorino appena fermentato e amalgamato sul fuoco con scorza di limone o arancia; a Ozieri si usa aggiungere anche uva passa e prezzemolo. Vengono finiti con una glassa di miele, preferibilmente quello amarognolo di corbezzolo. Sempre nell'isola troviamo altre preparazioni meno famose:
- Culingiones dolci o Culingionis de mendula, tipici del carnevale, sono ravioli quadrati ripieni di un impasto di miele, mandorle, scorzette di limone tritate e acqua di fiori d'arancio; vengono fritti e spolverati con zucchero a velo vanigliato.
- S'azza de casu o còccias de casu o is còccias de casu, ripieni di formaggio fresco di capra leggermente acido, uova, zucchero e limone. Sono di forma rettangolare o romboidale con apertura ai lati che tuttavia non consente l'uscita del ripieno che in frittura si gonfia e aderisce alla sottile pasta di acqua, farina e strutto.
- Culingioneddus de melairanni, ravioli rettangolari fatti con sfoglia di acqua, farina e strutto e ripieno di mela cotogna bollita con lo zucchero fino alla consistenza di una crema.
- In Gallura i ravioli dolci sono il primo piatto; si preparano con ripieno di ricotta e zucchero e vengono serviti con un sugo molto leggero a base di pomodoro[2]; in alcune zone oltre allo zucchero si usa anche l'uva passita.

## Prodotti agroalimentari tradizionali
Su proposta delle singole regioni il ministero ha riconosciuto i ravioli dolci fra i prodotti agroalimentari tradizionali italiani nelle seguenti regioni:
Abruzzo
- ravioli dolci di ricotta

Lazio
- ravioli con crema di castagne[3], diffusi anche nelle zone montuose del Cilento.

Sardegna
- cruxioneddu de mindua, culungioneddos de mendula, ravioletti dolci alle mandorle
- ravioli dolci ripieni di formaggio fresco acido, s'azza de casu, coccias de casu
- raviolini dolci ripieni di melacotogna, culungioneddus de melairanni
- sebadas, seadas, sebada

Sicilia
- Cassateddi (Cassatelle), ravioli dolci ripieni di ricotta di pecora
- Cassatella di Agira, ripiena di un impasto di cacao e mandorle